# Shulamith Firestone
Shulamith Firestone, född 7 januari 1945 i Ottawa i Ontario, död 28 augusti 2012 i New York, var en kanadensiskfödd amerikansk feministisk teoretiker och författare.
Hon var känd som en av upphovskvinnorna till den så kallade andra vågen av amerikansk feminism (inklusive radikalfeminismen) och en av dess mest framträdande gestalter under 1970-talet. Hennes liv filmatiserades 1997 i kortfilmen Shulie av regissören Elisabeth Subrin.

## Biografi
Shulamith Firestone försökte förena marxismens teorier om klasskamp med uppfattningen att den mest grundläggande uppdelningen av människor var uppdelningen mellan kön, istället för de ekonomiska relationer som Karl Marx pekat på och hon rekonstruerar Marx teorier om den mänskliga historien utifrån denna slutsats. Hon ansåg, till skillnad från de flesta andra feminister, inte att kultur och politik skapat patriarkatet, utan att dessas utformning var ett resultat av patriarkatet. Hon ansåg att orsaken till ryska revolutionens misslyckande, och alla andra socialistiska revolutioners misslyckanden, var att man inte lyckats förena de tre planen socialistisk revolution, feministisk revolution och kulturrevolution till en enda revolutionär kraft – och därmed inte kunnat uppnå en tillräckligt stor revolutionär potential för att kunna förverkliga socialismen utan att rörelsen tillbakabildas och byråkratiseras. Hon menade att detta varit betingat av samhällets utvecklingsnivå, och att samhället idag inträtt i ett stadium där alla dessa tre plan är närvarande samtidigt.
Shulamith Firestone menade att kvinnor och män tillhör olika klasser. Hon menade att barndomen var ett uttryck för det klassbyte som pojkar genomgick från att som barn ha tillhört kvinnans klass till att som vuxna tillhöra mannens klass. Hon menade dock inte att könsklasserna får förväxlas med de ekonomiska klasserna, en förväxling som lätt uppstår när man använder lösryckta citat av henne.
Hon var även upphov till en syn på Sigmund Freuds teorier om psykoanalys som sätter dessa i ett historiskt såväl som genusperspektiv.
1969 bildade Firestone och Ellen Willis Redstockings of the Women's Liberation Movement, de så kallade rödstrumporna.